# ローラ・ベイリー
ローラ・ドーン・ベイリー（Laura Dawn Bailey, 1981年5月28日 - ）は、アメリカ合衆国の女優、声優、ラインプロデューサー（英語版）、ADRディレクター。日本のテレビアニメやアニメーション映画、ビデオゲームで英語版の吹き替えを担当している。
2011年9月25日にトラヴィス・ウィリンと結婚。

## 出演作

### 実写

#### 映画
- Mr.ブルックス 完璧なる殺人鬼 - 客室乗務員

#### テレビドラマ
- 炎のテキサス・レンジャー - ロバータ（エピソード192）

### 声の出演

#### テレビアニメ
- Winx Club - テレサ（ニコロデオン英語版）

#### 劇場アニメ
- バイオハザード ディジェネレーション - アンジェラ・ミラー

#### 吹き替え

##### テレビアニメ
- DARKER THAN BLACK -黒の契約者- - アンバー
- SPEED GRAPHER - 三春
- 幽☆遊☆白書 - 雪村螢子
- ドルアーガの塔 - キリエ
- キディ・グレイド - アールヴ
- けいおん! - 真鍋和
- 結界師 - 雪村時音 / 雪村時音（ヤング[要説明]） / コンタ （エピソード18） / 志々尾限（ヤング[要説明]）
- ケロロ軍曹 - 天王寺麻美
- フルーツバスケット - 本田透
- クレヨンしんちゃん - 野原しんのすけ
- こどものおもちゃ - 倉田紗南
- MONSTER - ディーター
- 黒神 The Animation - クロ
- 鋼の錬金術師 - ラスト
- 蟲師 - 隋（エピソード2）、雨音（エピソード25）
- ピーチガール - ナミ
- 七人のナナ - 涼宮茜
- SoltyRei - シルビア・バン
- ソウルイーター - マカ＝アルバーン
- スクールランブル - 結城つむぎ
- スマイルプリキュア! - 星空みゆき / キュアハッピー
- スパイラル －推理の絆－ - 高町亮子
- スティッチ! - ズル子
- ヴァンパイア騎士 - 紅まり亜 / デイクラスガール（エピソード5） / ウェイトレス（エピソード5） / 千里のドライバ（エピソード8） / 千里の母（ギルティエピソード3）
- ウィッチブレイド - 三木（エピソード16）
- XXXHOLiC - さやか
- TIGER & BUNNY - ホァン・パオリン

#### ビデオゲーム
- Gears of War: Judgment - アレックス・ブランド
- Gears of War 4 - ケイト・ディアス
- Halo 4 - モーガン・リベラ
- Halo 5: Guardians - スパルタン ヴェイル
- World of Warcraft - ジャイナ・プラウドムーア、シフ
- 聖剣伝説4 - リチア
- Deus Ex: Invisible War - アレックスD（メス）
- 魔界戦記ディスガイアシリーズ - ラズベリル（ノンクレジット）[要出典]
- ブレイブルー カラミティ トリガー - アディショナルボイス（ノンクレジット）[要出典]
- ブレイブルー コンティニュアム シフト - プラチナ・ザ・トリニティ（ノンクレジット）[要出典]
- ブラッドレイン - レイン
- ブラッドレイン2 - レイン
- テイルズ オブ シンフォニア -ラタトスクの騎士- - マルタ・ルアルディ、叔母フローラ（ノンクレジット）[要出典]
- テイルズ オブ ヴェスペリア - ゴーシュ（ノンクレジット）[要出典]
- キャサリン - キャサリン
- Fallout: New Vegas - クーリエ（メス）、ベラ・キース、クリスティン、女性に分類されるNPC
- ファイナルファンタジーXIII - セラ・ファロン
- ファイナルファンタジーXIII-2 - セラ・ファロン
- マグナカルタ2 - クレア・セティラン
- 北斗無双 - マミヤ
- ペルソナ3 - 女性主人公（ノンクレジット）[要出典]
- ペルソナ4 - 久慈川りせ
- スカイランダーズ スパイロの大冒険 - ペルセポネ
- ソニックシリーズ - ブレイズ・ザ・キャット、オモチャオ（2010 - 現在[いつ?]）
- スターウォーズ：旧共和国 - キラ
- ストリートファイターIV - 春麗
- ストリートファイターV - 春麗
- HOSPITAL. 6人の医師 - アディショナルボイス
- トロン：エボリューション - 女性一般 / グリッド・アナウンサー
- 戦場のヴァルキュリア - イサラ・ギュンター
- ヴァルキリープロファイル 咎を背負う者 - イセリア クイーン（ノンクレジット）[要出典]
- セインツロウ・ザ・サード - ボス（女性1）
- セインツロウIV - ボス（女性1）
- マーヴル VS. カプコン 3 フェイト オブ トゥー ワールド - 春麗
- アルティメット マーヴル VS. カプコン3 - 春麗
- マーベル VS. カプコン:インフィニット - ブラック・ウィドウ
- ストリートファイター X 鉄拳 - 春麗
- バイオハザード ダークサイド・クロニクルズ - シェリー・バーキン
- Dragon's Dogma - 女性ポーン
- バイオハザード6 - ヘレナ・ハーパー
- ディシディア ファイナルファンタジー - 暗闇の雲
- ディシディア デュオデシム ファイナルファンタジー - 暗闇の雲
- 真・三國無双5 - [編集][要説明]女性の声（ノンクレジット）[要出典]
- 真・三國無双5 empires - [編集][要説明]女性の声（ノンクレジット）[要出典]
- 女神異聞録デビルサバイバー - 九頭竜天音
- サクラ大戦V 〜さらば愛しき人よ〜 - ジェミニ・サンライズ（ノンクレジット）[要出典]
- サイレントヒル シャッタードメモリーズ - ダリア・ギレスピー / ダリア・メイソン（ノンクレジット）[要出典]
- ソウルキャリバーV - ピュラ・アレクサンドル
- The Last of Us Part II - アビゲイル・"アビー"・アンダーソン

### 製造スタッフ

#### ラインプロデューサー
- 君が望む永遠
- クレヨンしんちゃん
- こどものおもちゃ

#### ADRディレクター
- Blue Gender
- 名探偵コナン
- GUNSLINGER GIRL
- こどものおもちゃ
- クレヨンしんちゃん